# Eugène Meiltz
Eugène Meiltz, Pseudonym: Eugène (geboren 15. Juli 1969 in Bukarest) ist ein rumänischer Schriftsteller, der in der Schweiz lebt.

## Leben
Eugène Meiltz’ Eltern emigrierten 1975 aus Rumänien. Sein Bruder und er blieben bei der Großmutter in Bukarest, bis die Eltern sie 1976 nachholen konnten.
Meiltz wuchs in Lausanne frankophon auf, studierte Literatur an der Universität Lausanne und arbeitete danach freiberuflich unter dem Künstlernamen Eugène als Journalist für das Radio Suisse Romande und für die Tageszeitung Le Nouveau Quotidien. Er unterrichtet Kreatives Schreiben am Schweizerischen Literaturinstitut in Biel. Eugène war zwischen 2000 und 2002 Präsident des Schweizerischen Schriftstellerverbands (AdS).
Eugène verfasste fünf Theaterstücke, für die er Uraufführungsbühnen in Lausanne, Pully und Mézières fand. Er schrieb einen Reiseführer für Pamukkale und einige Kinderbücher. Nach den Erzählungen Quinze mètres de gloire und L'ouvre-boîtes veröffentlichte er 2007 den autobiografischen Roman La vallée de la jeunesse, für den er den „Prix des auditeurs de la RSR“ erhielt, der Roman wurde 2014 ins Deutsche übersetzt.

## Werke (Auswahl)
- La vallée de la jeunesse. Joie de lire, 2007
  - Ein unfassbares Land oder die zwanzig Dinge meiner Kindheit.  Aus dem Franz. von Tatjana Michaelis. Zürich : Nagel & Kimche, 2014
- mit D. Franck: Grands amours chez les petits-vivant. Ed. Humus, 2004
- Les mises en boîtes. Genève : La joie de Lire, 2004
- Pamukalie, pays fabuleux : guide d’un pays surréel. Ed. Autrement, 2003
- Mange monde. Vevey : Aire, 2000
- La mort à vivre. Illustrationen von Bertola.[4] Genève : La joie de Lire, 1999
- Lili und die Welt des Bernsteins. Illustrationen von Bertola. Expo, Neuenburg, 2001  (Expo2)
- Mon nom. Vevey : Aire, 1998
- L'ouvre-boîtes. Vevey : Aire, 1996
- Dorothy. Genève : La joie de Lire, 1996
- Quinze mètres de gloire. Vevey : Aire, 1995

Theater
- Le dé à une face, uraufgeführt: Lausanne, 1995
- Dorothy, uraufgeführt: Lausanne, 1996
- Portraits de famille, uraufgeführt: Lausanne, 1996
- Cent pas et la passerelle, uraufgeführt: Pully, 1997
- A l`ouest des légendes, uraufgeführt: Mézières, 1998